# Velika Nedelja
 Velika Nedelja  (deutsch: Großsonntag; auch Groß Sonntag) ist ein Dorf, das heute zur Gemeinde Ormož gehört.

## Name
Der slowenische Name Velika Nedelja ist die Übersetzung des deutschen Namens Großsonntag. Das Dorf und die gleichnamige Burg haben ihren Namen von der am Ostersonntag 1199 hier stattgefundenen Schlacht.

Velika Nedelja (Großsonntag); Blick von Süden auf den Burgberg

## Geographie
Velika Nedelja ist Teil der historischen Region Štajerska (Untersteiermark) und befindet sich vier Kilometer westlich von Ormož an der Nationalstraße 2 von Ptuj (deutsch: Pettau) nach Ormož (deutsch: Friedau). Das Dorf liegt an der slowenischen Weinstraße Ormož – Ljutomer (deutsch: Luttenberg) auf der Südseite des 303 m hohen Kogel, der für seine Weine berühmt ist.
Das Dorf besitzt auch einen Bahnhof an der Strecke Ptuj – Ormoz; täglich halten hier neun Nahverkehrszüge (Stand 2015).

## Einwohner
In Folge der Landflucht in weiten Teilen Sloweniens nimmt auch die Bevölkerung in Velika Nedelja langsam ab.
| Datum          | Einwohner (Hauptwohnsitze) |
| -------------- | -------------------------- |
| 31. März 2002  | 301                        |
| 1. Januar 2011 | 305                        |
| 1. Januar 2014 | 284                        |

## Geschichte

Großsonntag; Postkarte von 1912

Am Ostersonntag, den 18. April 1199, fand hier die Schlacht auf den Pettauer Feldern statt. Friedrich III. von Pettau besiegte hier, unterstützt von Rittern des Deutschen Ordens, die Ungarn und konnte somit
sein Territorium bis nach Friedau (Ormož) sichern. Diese Ostgrenze zum Königreich Ungarn hatte bis 1918 Bestand.
Bereits 1198 wird von einer Kapelle auf dem späteren Burgberg berichtet, die vom Deutschen Orden betreut wurde.
Als Dank für die Unterstützung schenkte Friedrich III. dem Deutschen Orden die Kapelle mit dem Auftrag, eine Pfarrei zu errichten und das Gebiet zu sichern. Daraufhin errichteten die Deutschherren eine Kommende. Die erste schriftliche Erwähnung der Burg stammt aus dem Jahre 1273.
Durch zahlreiche Schenkungen stieg der Deutsche Orden zum größten Landbesitzer der Gegend auf. Bis zum Wiener Kongress 1815 war der Orden mit der Ballei Österreich souverän; erst Kaiser Franz I. setzte den Orden am 8. März 1843 wieder in seine Rechte ein. Die Ordensgebiete waren als kaiserliches Lehen wieder eigenständig.
Bis zum Ende des Ersten Weltkriegs gehörte Großsonntag zum Marburger Kreis des Herzogtums Steiermark. Seit Gründung des SHS-Staates Ende 1918 wurde nur noch der Name Velika Nedelja verwendet und das Dorf dem Distrikt Ptuj zugeordnet. Bis 1945 wanderte der deutschsprachige Bevölkerungsteil allmählich ab; 1945 wurden die restlichen deutschen Bewohner vertrieben.
Im April 1941 wurde Velika Nedelja von der deutschen Wehrmacht besetzt und administrativ dem CdZ-Gebiet Untersteiermark zugeordnet. Nach dem Rückzug der Wehrmacht 1944 besetzten Partisanen unter Tito das Gebiet. Seitdem gehört Velika Nedelja zur Gemeinde Ormož.

## Kultur
Der historische Kern des Dorfes, der Burgberg mit Burg, Kapelle und altem Schulhaus (heute Grundschule) steht unter Denkmalschutz.

### Pfarrkirche Heilige Dreifaltigkeit

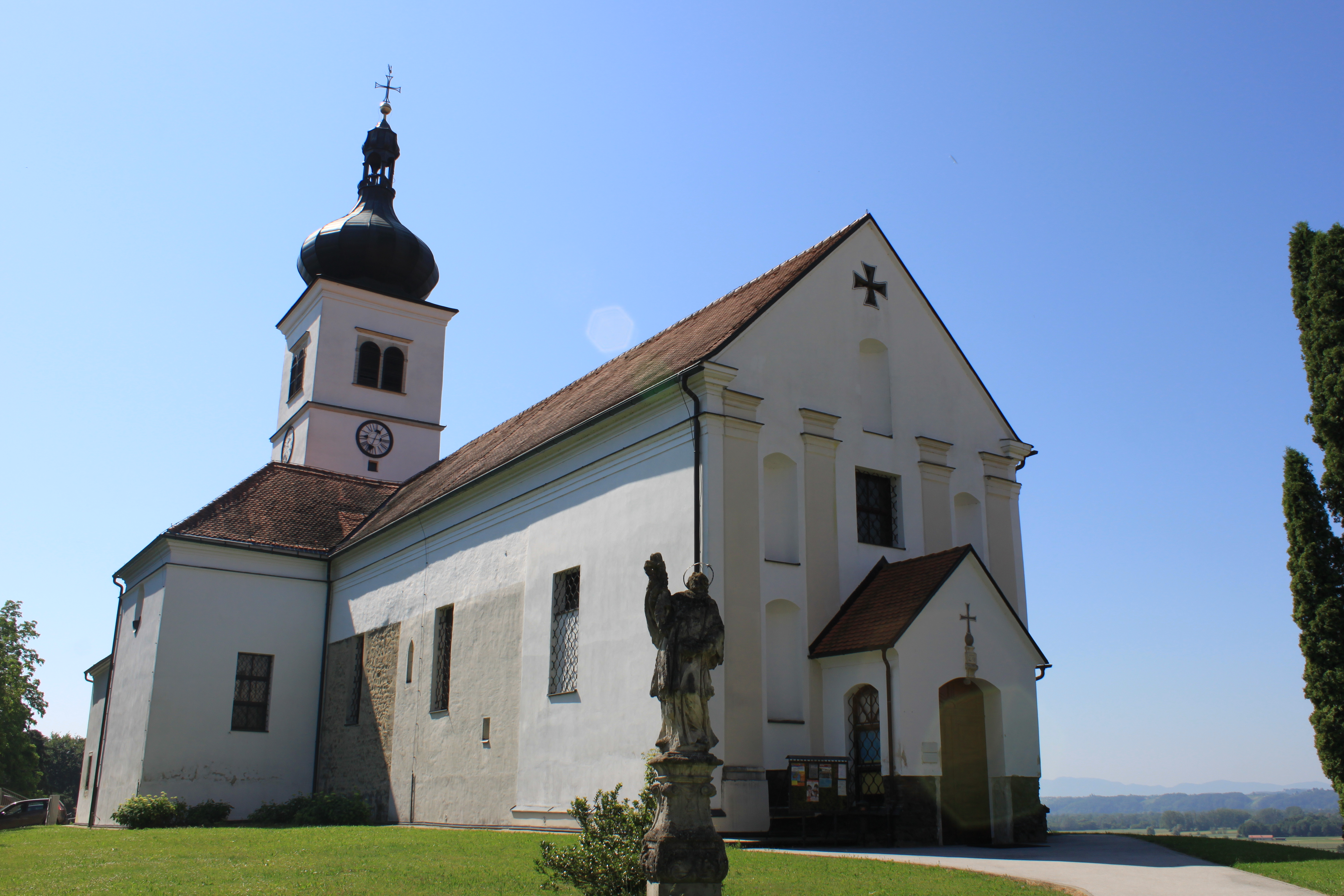
Velika Nedelja (Großsonntag); Dreifaltigkeitskirche; Blick nach Osten

Die heutige Kirche zur Heiligen Dreifaltigkeit (slowenisch: Cerkev Sveta Trojice) steht auf den Überresten einer Kapelle, die von den Deutschen Ordensritter schon vor 1199 errichtet wurde. Diese Kapelle bestand aus einem kleinen tonnengewölbten Kirchturm und einer Apsis. In der 1. Hälfte des 13. Jahrhunderts wurde die Kirche um einen rechteckigen Chorraum vergrößert. 1280, wahrscheinlich nach Fertigstellung der Burg, wurde die Kirche aufgestockt und auf die doppelte Größe erweitert. Nach mehrmaligen Umbauten wurde der romanische Kirchenbau barock umgestaltet, der Kirchturm erhöht und mit der typisch barocken Zwiebel gekrönt. Der Ostteil der Kirche wurde 1770 zu einer Mutter-Gottes-Kapelle umgewandelt. Die Kirche steht – wie für romanische Kirchen üblich – in strenger West-Ost-Ausrichtung.
Der älteste Bestandteil der Kirche ist das Taufbecken aus dem Jahre 1235; es handelt sich dabei um das älteste Taufbecken in Slowenien. Der Innenraum wurde im 15. Jahrhundert von einem unbekannten Künstler mit Fresken verziert. Das Chorgestühl wurde bei der Barockisierung 1685 eingebaut, der heutige Hauptaltar stammt von Franz Josef Holzinger aus dem Jahre 1770.
Bis heute ist der Deutsche Orden für die Pfarrei zuständig.

### Denkmal Heiliger Nepomuk
Im Westen der Kirche schräg gegenüber der Grundschule steht das Sankt-Nepomuk-Denkmal aus der Mitte des 16. Jahrhunderts.

### Burg Großsonntag

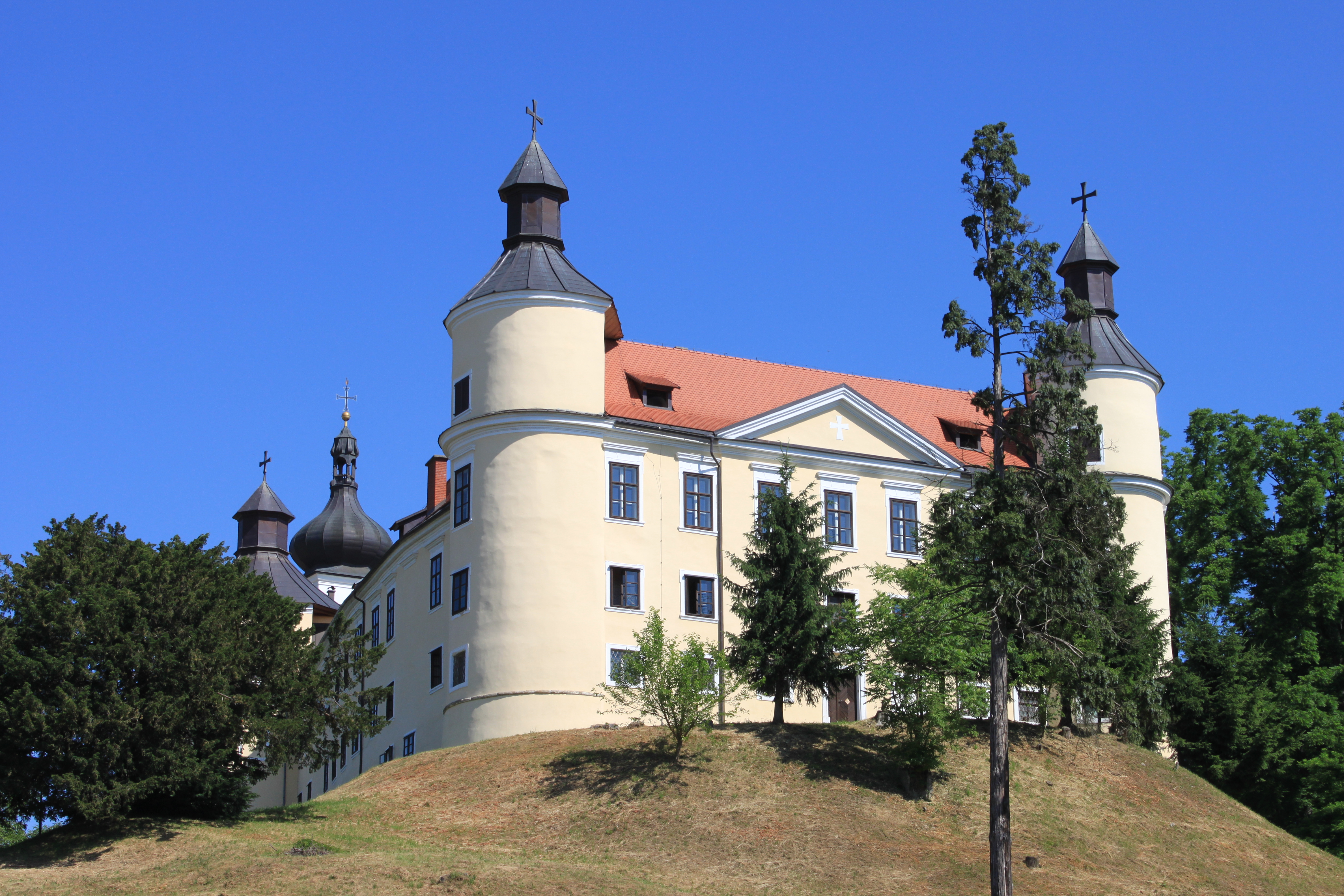
Nordwestseite der Burg Großsonntag

### Volkskundliche Sammlung in der Burg
In der Großsonntagsburg befindet sich als Zweigstelle des Museums Ormož die Volkskundliche Sammlung des Landesmuseums Ptuj. Die Sammlung umfasst über 900 Exponate aus dem Alltag der Landbevölkerung. Berühmt ist das Museum für seine Sammlung von historischen Faschingsmasken. Weiterhin sind das Heimatmuseum des Dorfes und das Archiv hier untergebracht.

### Kogl
Der Bauernhof Kogl nördlich des Dorfes am Fuße des Berges Kogl gelegen ist das älteste noch existierende Weingut in der Untersteiermark. Die ersten Aufzeichnungen belegen den Weinbau seit 1542; Grundherr war bis zur österreichischen Landreform 1848 der Deutsche Orden. Der heutige Bau stammt aus dem Jahr 1860, die Keller sind jedoch wesentlich älter. Der ganze Gebäudekomplex steht unter Denkmalschutz und ist als nationales Kulturerbe eingetragen.